# Ellen La Motte
Ellen Newbold La Motte (1873–1961) fue una enfermera, periodista y autora norteamericana. Comenzó su carrera de enfermería siendo enfermera de tuberculosis en Baltimore, Maryland, y en 1915 fue una de las primeras enfermeras americanas voluntarias para asistir y tratar soldados en la Primera Guerra Mundial. En Bélgica sirvió en el hospital del frente francés. Describió en su diario los detalles y horrores que ella presenciaba diariamente. De regreso a América, convirtió su diario en libro: El retroceso de la guerra (1916), el cual contenía catorce viñetas de escenas típicas.
A pesar de su temprano éxito, las brutales imágenes fueron encontradas desagradables y el libro fue suprimido y no volvió a ser publicado hasta 1934. Durante su estancia en París La Motte formó una amistad muy cercana con la escritora expatriada Gertrude Stein. Investigadores han especulado que La Motte fue una fuerte influencia en el estilo de escritura directa y sin adornos de Ernest Hemingway a través de la mentoría de Gertrude Stein.
Después de la guerra, La Motte viajó a Asia, donde presenció los horrores de la adicción y dependencia al opio. Estos viajes le produjeron material para seis libros, tres de ellos acerca del problema del opio: Polvo de Pekin (1919), Civilizacion: Historias del Oriente (1919), Monopolio del Opio (1920), Eticas del Opio (1922), Snuffs and Butts (1925) y Opio en Ginebra: O como el problema del Opio es manejado por la liga de las naciones (1929). El gobierno nacionalista chino la galardonó con la medalla conmemorativa Lin Tse Hsu en 1930.